# Олександр Вюртемберзький
Олександр Вюртемберзький (нім. Alexander Paul Ludwig Konstantin von Württemberg; 9 жовтня 1804, Санкт-Петербург, Російська імперія — 4 липня 1885, Лашко, Крайна, Австро-Угорщина) — король Вюртемберзький, генерал австрійської імперії армії. Засновник лінії герцогів Текських.

## Біографія
Походив з Вюртемберзького дому. Син принца Людвіга Вюртемберзького від другого шлюбу з Генрієттою Нассау-Вейльбурзькою
Його батько був братом короля Вюртембергу Фрідріха I (1754—1816) і російської імператриці Марії Федорівни, дружини Павла I.
2 травня 1835 року одружився з угорською графинею Клодін Редеї фон Кіш-Реде (1812-1841). Цей шлюб був визнаний морганатичним. Графиня отримала спадковий титул графині Гогенштайн (Hohenstein) і померла в 1841 році, впавши з коня під час параду кавалерійського гарнізону Птуй в Словенії, яким командував князь Олександр.
Вражений трагічною смертю дружини, князь Олександр став психічно неврівноваженим і залишався таким до кінця життя.
Кавалер Великого хреста ордена вюртемберзької корони.

## Родина
Від шлюбу з графинею Клаудіною Редеї фон Кіш-Реде мав трьох дітей:
- Франц, герцог Текський (1837-1900), батько Марії Текської, дружини британського короля Георга V, матері Едуарда VIII і Георга VI.
- Клаудіна (1836-1894),
- Амелія (1838-1893).

Відповідно до правил морганатичних шлюбів, діти успадкували титул своєї матері-графів (графинь) Гогенштайн, і не мали жодних прав на спадщину свого батька. У 1863 році король Вюртембергу Вільгельм I надав дітям князя Олександра титул герцогів Текських.